# Listă de comitate din statul Rhode Island

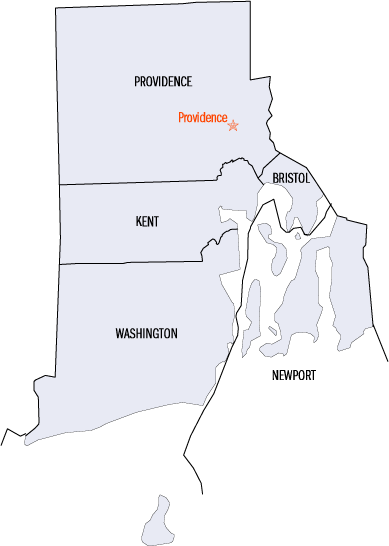
Cele 5 comitate din statul din SUA

- Acest articol este o listă de comitate ale statului Rhode Island al Statelor Unite ale Americii.

| Comitatul  | Populația 1 iulie 2007 | Sediul         | Populația 1 iulie 2007 |
| ---------- | ---------------------- | -------------- | ---------------------- |
| Bristol    | 50.079                 | Bristol        | 22.184                 |
| Kent       | 168.639                | East Greenwich | 13.349                 |
| Newport    | 82.777                 | Newport        | 25.359                 |
| Providence | 629.435                | Providence     | 172.459                |
| Washington | 126.902                | West Kingston  |                        |

| Abreviere statală | Cod statal FIPS                                       | Stat                 | Stat         | Stat |
| RI                | 44                                                    | Rhode Island         | Rhode Island | Rhode Island |
|                   | FIPS County Code                                      | Numele comitatului   | Format în    | Istoria formării comitatului |
|                   | 001 Arhivat în 7 iunie 2011, la Wayback Machine.      | Comitatul Bristol    | 1747         | A fost format din pământ obținut de la Comitatul Bristol, Massachusetts, după rezolvarea unei dispute de delimitare a celor două (pe atunci) colonii britanice. Sediul comitatului este Bristol.                                                                |
|                   | 003 Arhivat în 7 iunie 2011, la Wayback Machine.      | Comitatul Kent       | 1750         | A fost format dintr-o parte a Comitatului Providence. Reședința comitatului este East Greenwich. |
|                   | 005 Arhivat în 11 august 2011, la Wayback Machine.    | Comitatul Newport    | 1703         | A fost format ca Comitatul Rhode Island în 1703, dar re-numit Comitatul Newport în 1729. Sediul comitatului este Newport. |
|                   | 007 Arhivat în 25 februarie 2016, la Wayback Machine. | Comitatul Providence | 1703         | A fost format în 1703 ca Providence Plantations County și re-numit Providence County în 1729. Reședința comitatului este Providence. |
|                   | 009 Arhivat în 3 septembrie 2011, la Wayback Machine. | Comitatul Washington | 1729         | A fost format în 1729 ca Kings County dintr-o parte a Comitatului Providence Plantations și re-numit Washington County în 1781. Sediul comitatului este Wakefield. Washington County este local mai bine cunoscut ca South County, în română, Comitatul de Sud. |

Notă -- Toate comitatele din statul Rhode Island (foarte asemănător cazului celor trei comitate din statul Delaware) nu sunt "comitate" în sensul atribuit de definirea standard, care implică guvernare locală, pentru că ele nu (mai) au defel o astfel de guvernare.  Numele lor de comitate s-a păstrat până astăzi semnificând o împărțire geografică și istorică regională.